# Minoritarismo
Na ciência política, o minoritarismo é um neologismo para uma estrutura ou processo político em que um grupo minoritário de uma população tem um certo grau de primazia na tomada de decisão dessa população, com poder legislativo ou judiciário sendo detido ou controlado por um grupo minoritário em vez de uma maioria que seja representativa da população.

## Conceito
O minoritarismo é mais frequentemente aplicado de forma depreciativa a processos nos quais uma minoria é capaz de bloquear mudanças legislativas na presença de requisitos de limite de maioria absoluta. Por exemplo, se uma maioria de dois terços de votos a favor for necessária para promulgar uma nova lei, diz-se que uma minoria oposta de mais de um terço tem poderes "minoritários". Mesmo no caso em que o controlo minoritário é nominalmente limitado a bloquear a maioria com poder de veto (seja como resultado de uma exigência de maioria qualificada ou de uma tomada de decisão por consenso), isto pode resultar na situação em que a minoria retém o controlo efetivo sobre a agenda do grupo e a natureza das propostas apresentadas ao grupo, já que a maioria não estaria disposta a propor ideias que sabe que a minoria vetaria.
Os críticos deste uso do minoritarismo argumentam que a capacidade de bloquear a legislação é substancialmente diferente da capacidade de promulgar nova legislação contra a vontade da maioria, tornando inadequada a analogia com exemplos impopulares de "governo da minoria dominante". O minoritarismo às vezes é usado para descrever o governo de uma minoria dominante, como um grupo étnico delineado pela religião, idioma ou algum outro fator de identificação. Por exemplo, a dinastia Yuan liderada pelos mongóis (1271–1368) e a dinastia Qing liderada pelos manchus (1636–1912) governaram a maioria da população que eram da etnia Han da China. Na Rodésia (agora chamada Zimbabué) e na África do Sul, as minorias brancas controlaram o governo de 1910 a 1994. O minoritarismo também pode ser usado para descrever alguns casos em que é praticado o apaziguamento das minorias pela política do banco de votos. Os exemplos incluem, mas não estão limitados a, muçulmanos indianos e canadenses francófonos.

## Em pequenos grupos deliberativos
Os requisitos de limiar de decisão por maioria qualificada são frequentemente encontrados em pequenos grupos deliberativos, onde estes requisitos são por vezes adoptados numa tentativa de aumentar a proteção de interesses variados dentro do grupo. Os requisitos podem ser declarados formalmente ou não (por exemplo, quando uma organização é descrita como tendo uma “cultura de consenso”). Uma crítica comum à tomada de decisão por consenso é que ela pode levar a uma situação em que uma minoria pode bloquear a vontade da maioria. Os defensores do consenso argumentam que esta é uma boa característica – que nenhuma ação é preferível a uma ação sem o apoio consensual do grupo.
As tentativas de resolver o dilema através de padrões formais de maioria absoluta são geralmente desencorajadas pelas autoridades parlamentares:

Algumas pessoas presumiram erroneamente que quanto maior o voto necessário para tomar uma ação, maior será a proteção dos membros. Em vez disso, o oposto é verdadeiro. Sempre que for necessária uma votação superior à maioria para a execução de uma ação, o controle é retirado da maioria e entregue à minoria. ... Quanto maior for o voto necessário, menor será a minoria para a qual o controlo passa.— "O Código Padrão de Procedimento Parlamentar" por Alice Sturgis.

## Minoria dominante
Uma minoria dominante, também chamada de dominação de elite, é um grupo minoritário que tem um domínio político, económico ou cultural esmagador num país, apesar de representar uma pequena fracção da população total (uma minoria demográfica). As minorias dominantes também são conhecidas como elites estrangeiras se forem imigrantes recentes. O termo é mais comumente usado para se referir a um grupo étnico definido em termos raciais, nacionais, religiosos, culturais ou tribais e que detém uma quantidade desproporcional de poder. Um exemplo notável é a África do Sul durante o regime do apartheid, onde os sul-africanos brancos exerciam o controlo predominante do país, embora nunca tenham ultrapassado 22% da população. Cidadãos de ascendência afro-americana na Libéria, cristãos na Serra Leoa, árabes sunitas no Iraque Baathista, a minoria alauita na Síria (desde 1970 sob o domínio da família alauita Assad) e os tútsis no Ruanda de 1884 a 1959 também foram citados como exemplos do século XX e início do século XXI.